# Sanriku-Fukkō-Nationalpark
Der Sanriku-Fukkō-Nationalpark (japanisch 三陸復興国立公園 Sanriku Fukkō Kokuritsu Kōen, deutsch ‚Sanriku-Wiederaufbau-Nationalpark‘) ist ein Nationalpark in der Region Tōhoku, Japan.
Er umfasst eine Fläche von 28.537 ha und erstreckt sich entlang der Sanriku-Küstenlinie über die Präfekturen Iwate und Miyagi. Der Park wurde am 2. Mai 1955 als Rikuchū-Kaigan-Nationalpark (陸中海岸国立公園 Rikuchū Kaigan Kokuritsu Kōen, deutsch ‚Rikuchū-Meeresküsten-Nationalpark‘) gegründet. Nach einer allgemeinen Umstrukturierung der Nationalparks in der Tōhoku-Region nach dem schweren Tōhoku-Erdbeben 2011 wurde er mit dem Tanesashi-Kaigan-Hashikamidake-Präfekturnaturpark zum Sanriku-Fukkō-Nationalpark zusammengelegt. Das japanische Umweltministerium ist für die Verwaltung des Nationalparks zuständig.